# Кафе Минога
„Кафе Минога“(на полски: Cafe pod Minogą) е полски черно-бял филм, военна комедия от 1959 година. Екранизация по едноименния роман на Стефан Виехецки.

## Сюжет
Погребалното бюро на Целестин Конфитеор във Варшава съседства с кафе „Минога“. По време на фашистката окупация собственикът на кафето създава нелегален бар в своя съсед. Там също се укрива шофьорът на чуждестранен дипломат, преоблечен в женски дрехи.

## В ролите
- Адолф Диймша, като Манюс Китаеца
- Вацлав Янковски, като Войтус Пискорщак
- Влодзимеж Скочиляс, като Шмая Пискорщак
- Болеслав Плотницки, като Целестин Конфитеор, собственика на погребалното бюро
- Ханка Биелицка, като Аполония Каралюх
- Феликс Хмурковски, като Константи Аньолек, собственика на кафето
- Стафания Гурска, като съпругата на Константи